# ابن النبيه المصري
كمال الدين علي بن محمد بن الحسن الملقب بـ (ابن النبيه المصري) أحد شعراء العصر العباسي ؛عاش في مصر أثناء حكم الأيوبيين .

## نشأته وحياته
لم يعرف المؤرخون شيئاً كثيراً عن حياته الشخصية -ابويه وأبنائه- أو إذا كان من أسرة ذات جاه أم ينتسب إلى عامة الشعب؛ وما عُرِف عنه انه ولد بمصر عام 560 هجريّة ,وارتاد كُتّأب حفظ فيه القرآن الكريم وبعض الأشعار على عادة أقرانه في هذه الأوقات، ثم أخذ يتردد على حلقات العلماء والأدباء، وتفتحت ملكته الشعرية، وطمح إلى الالتحاق بدواوين صلاح الدين الأيوبي ووزيره الكاتب البليغ القاضى الفاضل راعى الأدباء في عصره.
تولى بمصر ديوان الخراج والحساب، ومدح الملوك من بنى أيوب، ووزراء تلك الدولة وأكابرها، ثم اتصل آخراً بخدمة الملك الأشرف مظفر الدين أبى الفتح موسى بن محمد بن أيوب بن شادى، فانتظم في سلك شعراء دولته ؛ رحل إلى نصيبين عام 600 هجريّة.

## شعره

### خصائص شعره
ينتمى شعر ابن النبيه إلى مدرسة عرفت بمدرسة الرقة، وطريقتها التي عرفت بالطريقة الغرامية ، وهذه المدرسة ظهرت في العصر العباسى وازدهرت في عصر الفاطميين والأيوبيين وتتسم مدرسة الرقة بالألفاظ اللينة وبحور الشعر المجزوءة أو القصيرة، ولا يظهر في فنها أي لون من ألوان التكلف، وقلّ أن يجد ألوان الزينة اللفظية إلا ما جاء للتظرف، وأكثر شعراء هذه المدرسة من الغزليين ولذا عرف مذهبهم في العصر الأيوبى بالطريقة الغرامية.

### إنتاجه الشعري
تم تجميع شعر ابن النبيه في ديوان شعري يحمل اسمه عام 1839م على يد عبد الله باشا فكرى.
غنت أم كلثوم من قصائده:
1. افديه إن حفظ الهوى
2. قل للبخيلة بالسلام تودعا
3. أماناً أيها القمر المطل

## وفاته
مات ابن النبيه سنة 619 هجريّة في نصيبين، وقال الملك الأشرف عند موته – وكان معجبا بمحاسن شعره –«مات رب القريض».

## وصلات خارجية
- بوابة الشعراء : ديوان ابن النبيه المصري